# Nivillers
Nivillers es una comuna francesa situada en el departamento de Oise, en la región de Alta Francia.

## Demografía
| 181 | 195 | 294 | 225 | 217 | 196 | 199 |
| Para los censos de 1962 a 1999 la población legal corresponde a la población sin duplicidades (Fuente: INSEE [Consultar]) |     |     |     |     |     |     |